# Mid-Season Invitational 2023
Mid-Season Invitational 2023 là mùa giải thứ 8 của Mid-Season Invitational (MSI) - giải đấu thường niên do Riot Games tổ chức dành cho bộ môn Liên Minh Huyền Thoại. Giải đấu dành cho các đội đứng đầu khu vực mùa xuân 2023  và là giải đấu liên khu vực đầu tiên của Mùa giải 13.
Đây là lần đầu tiên thể thức loại trực tiếp kép được áp dụng cho một sự kiện thể thao điện tử của Liên Minh Huyền Thoại, bao gồm vòng khởi động và vòng phân nhánh.
Giải đấu được tổ chức tại Luân Đôn, Vương quốc Anh, từ ngày 2 đến ngày 21 tháng 5 năm 2023. Tất cả các trận đấu sẽ diễn ra tại Copper Box Arena.
"Rules (Are Meant to Break)" là bài hát chủ đề của giải đấu, do Che Lingo sáng tác.
Royal Never Give Up đến từ Trung Quốc là đương kim vô địch với hai lần lên ngôi nhưng đã không đủ điều kiện tham gia sự kiện sau khi thua Bilibili Gaming tại vòng Playoffs LPL Mùa xuân 2023.
Trận chung kết tổng là cuộc đối đầu giữa hai đại diện đến từ Trung Quốc: JD Gaming đánh bại Bilibili Gaming với tỉ số 3-1 và giành danh hiệu MSI đầu tiên của mình.

## Thể thức
8 trong số 13 đội sẽ bắt đầu từ vòng khởi động. Sau đó, ba đội sau cùng từ vòng khởi động sẽ tiến vào vòng phân nhánh, nơi họ sẽ gặp năm đội còn lại. Đối với giải đấu làn này, các đội đều không được sử dụng tướng Yuumi và Milio vì cả hai đều bị Riot Games cho là không phù hợp để thi đấu vào thời điểm đó.

### Vòng khởi động
Tất cả các đội sẽ được chia thành hai nhánh, với mỗi nhóm bốn đội. Ngoại trừ trận đấu Last Chance Qualifier (LCQ) thi đấu theo thể thức BO5, tất cả các trận đấu khác của giai đoạn sẽ có thể thức loại trực tiếp BO3.

### Vòng phân nhánh
Ba đội từ giai đoạn trước sẽ tham gia cùng năm đội khác để thi đấu trong vòng phân nhánh. Tất cả các trận đấu của vòng này sẽ có thể thức loại trực tiếp BO5.

## Đội tham dự
Bốn trong số chín giải đấu Liên minh huyền thoại khu vực hàng đầu có hai đại diện, bao gồm LCK, LPL, LEC và LCS, cả hai đội LCK sẽ bắt đầu ở vòng phân nhánh do một đội từ khu vực này đã giành chức vô địch thế giới 2022. Những đội từ các khu vực LCL (CIS), TCL (Thổ Nhĩ Kỳ), LCO (Châu Đại Dương) không còn đủ điều kiện trực tiếp tham dự MSI kể từ năm 2023. Số lượng đội tham dự giải đấu này sẽ tăng từ 11 lên 13.
| Quốc gia                   | Liên đoàn                  | Thành tích                 | Đội                        | ID                         | Hạt giống                  |
| Bắt đầu từ vòng phân nhánh | Bắt đầu từ vòng phân nhánh | Bắt đầu từ vòng phân nhánh | Bắt đầu từ vòng phân nhánh | Bắt đầu từ vòng phân nhánh | Bắt đầu từ vòng phân nhánh |
| -------------------------- | -------------------------- | -------------------------- | -------------------------- | -------------------------- | -------------------------- |
| Hàn Quốc                   | LCK                        | Vô địch mùa xuân           | Gen.G                      | GEN                        | 1                          |
| Hàn Quốc                   | LCK                        | Á quân mùa xuân            | T1                         | T1                         | 3                          |
| Trung Quốc                 | LPL                        | Vô địch mùa xuân           | JD Gaming                  | JDG                        | 1                          |
| EMEA                       | LEC                        | Vô địch mùa xuân           | MAD Lions                  | MAD                        | 2                          |
| Bắc Mỹ                     | LCS                        | Vô địch mùa xuân           | Cloud9                     | C9                         | 2                          |
| Bắt đầu từ vòng khởi động  |                            |                            |                            |                            |                            |
| Trung Quốc                 | LPL                        | Á quân mùa xuân            | Bilibili Gaming            | BLG                        | 1                          |
| EMEA                       | LEC                        | Vô địch mùa đông           | G2 Esports                 | G2                         | 1                          |
| Bắc Mỹ                     | LCS                        | Á quân mùa xuân            | Golden Guardians           | GG                         | 2                          |
| TW/HK/MO/SEA/OCE           | PCS                        | Vô địch mùa xuân           | PSG Talon                  | PSG                        | 2                          |
| Việt Nam                   | VCS                        | Vô địch mùa xuân           | GAM Esports                | GAM                        | 3                          |
| Nhật Bản                   | LJL                        | Vô địch mùa xuân           | DetonatioN FocusMe         | DFM                        | 3                          |
| Mỹ Latinh                  | LLA                        | Vô địch mùa xuân           | Movistar R7                | R7                         | 4                          |
| Brasil                     | CBLOL                      | Vô địch mùa xuân           | LOUD                       | LLL                        | 4                          |

## Địa điểm
Luân Đôn là thành phố được chọn để tổ chức giải đấu. Tất cả các trận đấu sẽ được tổ chức tại Copper Box Arena. 
| Luân Đôn, Vương quốc Anh | Luân Đôn, Vương quốc Anh |
| ------------------------ | ------------------------ |
| Copper Box Arena         |                          |
| London                   |                          |

## Vòng khởi động
- Ngày và giờ: 2–7 tháng 5, bắt đầu lúc 13:00 GMT vào các ngày trong tuần và 12:00 GMT vào cuối tuần
- Tám đội sẽ được chia thành hai nhóm
- Đội hạt giống 1 sẽ đấu với đội hạt giống 4, trong khi hạt giống 2 thi đấu với hạt giống 3 ở nhánh thắng vòng 1
- Nhánh loại kép; tất cả các trận đấu (không bao gồm trận chung kết nhanh thua là thế thức BO5) thi đấu theo thể thức BO3
- Ba đội sau cùng (chiến thắng trong trận đấu 7, 8 và 11) tiến đến Giai đoạn phân nhánh với tư cách là hạt giống 3; năm đội trước đó sẽ bị loại[12]

### Trận đấu
- Ngày: 2 tháng 5

| Đội        | ID  | Kết Quả |
| ---------- | --- | ------- |
| G2 Esports | G2  | 2       |
| LOUD       | LLL | 0       |

| Trận | Đội xanh      | Kết Quả       | Kết Quả       | Đội đỏ        |
| ---- | ------------- | ------------- | ------------- | ------------- |
| 1    | G2            | W             | L             | LLL           |
| 2    | G2            | W             | L             | LLL           |
| 3    | Không yêu cầu | Không yêu cầu | Không yêu cầu | Không yêu cầu |

- Ngày: 3 tháng 5

| Đội             | ID  | Kết Quả |
| --------------- | --- | ------- |
| Bilibili Gaming | BLG | 2       |
| Movistar R7     | R7  | 0       |

| Trận | Đội xanh      | Kết Quả       | Kết Quả       | Đội đỏ        |
| ---- | ------------- | ------------- | ------------- | ------------- |
| 1    | BLG           | W             | L             | R7            |
| 2    | BLG           | W             | L             | R7            |
| 3    | Không yêu cầu | Không yêu cầu | Không yêu cầu | Không yêu cầu |

- Ngày: 3 tháng 5

| Team             | ID  | Kết Quả |
| ---------------- | --- | ------- |
| GAM Esports      | GAM | 0       |
| Golden Guardians | GG  | 2       |

| Trận | Đội xanh      | Kết Quả       | Kết Quả       | Đội đỏ        |
| ---- | ------------- | ------------- | ------------- | ------------- |
| 1    | GG            | W             | L             | GAM           |
| 2    | GAM           | L             | W             | GG            |
| 3    | Không yêu cầu | Không yêu cầu | Không yêu cầu | Không yêu cầu |

#### Nhánh thắng - Vòng 2
- Ngày: 4 tháng 5

| Team             | ID  | Kết Quả |
| ---------------- | --- | ------- |
| Bilibili Gaming  | BLG | 2       |
| Golden Guardians | GG  | 1       |

| Trận | Đội xanh | Kết Quả | Kết Quả | Đội đỏ |
| ---- | -------- | ------- | ------- | ------ |
| 1    | BLG      | W       | L       | GG     |
| 2    | BLG      | L       | W       | GG     |
| 3    | BLG      | W       | L       | GG     |

- Ngày: 4 tháng 5

| Team       | ID  | Kết Quả |
| ---------- | --- | ------- |
| PSG Talon  | PSG | 0       |
| G2 Esports | G2  | 2       |

| Trận | Đội xanh      | Kết Quả       | Kết Quả       | Đội đỏ        |
| ---- | ------------- | ------------- | ------------- | ------------- |
| 1    | G2            | W             | L             | PSG           |
| 2    | PSG           | L             | W             | G2            |
| 3    | Không yêu cầu | Không yêu cầu | Không yêu cầu | Không yêu cầu |

#### Nhánh thua - Vòng 2
- Ngày: 5 tháng 5

| Team        | ID  | Kết Quả |
| ----------- | --- | ------- |
| Movistar R7 | R7  | 2       |
| GAM Esports | GAM | 1       |

| Trận | Đội xanh | Kết Quả | Kết Quả | Đội đỏ |
| ---- | -------- | ------- | ------- | ------ |
| 1    | GAM      | L       | W       | R7     |
| 2    | GAM      | W       | L       | R7     |
| 3    | GAM      | L       | W       | R7     |

- Ngày: 5 tháng 5

| Team               | ID  | Kết Quả |
| ------------------ | --- | ------- |
| DetonatioN FocusMe | DFM | 0       |
| LOUD               | LLL | 2       |

| Trận | Đội xanh      | Kết Quả       | Kết Quả       | Đội đỏ        |
| ---- | ------------- | ------------- | ------------- | ------------- |
| 1    | LLL           | W             | L             | DFM           |
| 2    | DFM           | L             | W             | LLL           |
| 3    | Không yêu cầu | Không yêu cầu | Không yêu cầu | Không yêu cầu |

#### Nhánh thua - Vòng 3
- Ngày: 6 tháng 5

| Team      | ID  | Kết Quả |
| --------- | --- | ------- |
| PSG Talon | PSG | 2       |
| LOUD      | LLL | 0       |

| Trận | Đội xanh      | Kết Quả       | Kết Quả       | Đội đỏ        |
| ---- | ------------- | ------------- | ------------- | ------------- |
| 1    | PSG           | W             | L             | LLL           |
| 2    | LLL           | L             | W             | PSG           |
| 3    | Không yêu cầu | Không yêu cầu | Không yêu cầu | Không yêu cầu |

- Ngày: 6 tháng 5

| Team             | ID | Kết Quả |
| ---------------- | -- | ------- |
| Golden Guardians | GG | 2       |
| Movistar R7      | R7 | 0       |

| Trận | Đội xanh      | Kết Quả       | Kết Quả       | Đội đỏ        |
| ---- | ------------- | ------------- | ------------- | ------------- |
| 1    | GG            | W             | L             | R7            |
| 2    | GG            | W             | L             | R7            |
| 3    | Không yêu cầu | Không yêu cầu | Không yêu cầu | Không yêu cầu |

#### Chung kết nhánh thua
- Ngày: 7 tháng 5

| Team             | ID  | Kết Quả |
| ---------------- | --- | ------- |
| PSG Talon        | PSG | 0       |
| Golden Guardians | GG  | 3       |

| Trận | Đội xanh      | Kết Quả       | Kết Quả       | Đội đỏ        |
| ---- | ------------- | ------------- | ------------- | ------------- |
| 1    | GG            | W             | L             | PSG           |
| 2    | PSG           | L             | W             | GG            |
| 3    | PSG           | L             | W             | GG            |
| 4    | Không yêu cầu | Không yêu cầu | Không yêu cầu | Không yêu cầu |
| 5    | Không yêu cầu | Không yêu cầu | Không yêu cầu | Không yêu cầu |

## Vòng phân nhánh

### Tổng quan
|  |                      |                      |                      |                      |                      |                      |                           |                      |                      |                        |                         |                         |                         |     |                 |   |  |  |  |  |                |                |                |
|  | Nhánh thắng - Vòng 1 | Nhánh thắng - Vòng 1 | Nhánh thắng - Vòng 1 |                      |                      | Nhánh thắng - Vòng 2 | Nhánh thắng - Vòng 2      | Nhánh thắng - Vòng 2 |                      |                        | Nhánh thắng - Chung kết | Nhánh thắng - Chung kết | Nhánh thắng - Chung kết |     |                 |   |  |  |  |  | Chung kết tổng | Chung kết tổng | Chung kết tổng |
|  | Nhánh thắng - Vòng 1 | Nhánh thắng - Vòng 1 | Nhánh thắng - Vòng 1 |                      |                      | Nhánh thắng - Vòng 2 | Nhánh thắng - Vòng 2      | Nhánh thắng - Vòng 2 |                      |                        | Nhánh thắng - Chung kết | Nhánh thắng - Chung kết | Nhánh thắng - Chung kết |     |                 |   |  |  |  |  | Chung kết tổng | Chung kết tổng | Chung kết tổng |
|  | Trận 1 – 9 tháng 5   |                      |                      |                      |                      |                      |                           |                      |                      |                        |                         |                         |                         |     |                 |   |  |  |  |  |                |                |                |
|  |                      |                      |                      |                      |                      |                      |                           |                      |                      |                        |                         |                         |                         |     |                 |   |  |  |  |  |                |                |                |
|  | Gen.G                | Gen.G                | 3                    |                      |                      |                      |                           |                      |                      |                        |                         |                         |                         |     |                 |   |  |  |  |  |                |                |                |
|  | Gen.G                | Gen.G                | 3                    | Trận 7 – 13 tháng 5  |                      |                      |                           |                      |                      |                        |                         |                         |                         |     |                 |   |  |  |  |  |                |                |                |
|  | G2 Esports           | G2 Esports           | 1                    |                      |                      |                      |                           |                      |                      |                        |                         |                         |                         |     |                 |   |  |  |  |  |                |                |                |
|  | G2 Esports           | G2 Esports           | 1                    |                      |                      | W1                   | Gen.G                     | 2                    |                      |                        |                         |                         |                         |     |                 |   |  |  |  |  |                |                |                |
|  | Trận 2 – 10 tháng 5  |                      |                      |                      |                      | W1                   | Gen.G                     | 2                    |                      |                        |                         |                         |                         |     |                 |   |  |  |  |  |                |                |                |
|  |                      |                      | W2                   | T1                   | 3                    |                      |                           |                      |                      |                        |                         |                         |                         |     |                 |   |  |  |  |  |                |                |                |
|  | MAD Lions            | MAD Lions            | W2                   | T1                   | 3                    | 0                    |                           |                      |                      |                        |                         |                         |                         |     |                 |   |  |  |  |  |                |                |                |
|  | MAD Lions            | MAD Lions            |                      |                      |                      | 0                    | Trận 11 – ngày 20 tháng 5 |                      |                      |                        |                         |                         |                         |     |                 |   |  |  |  |  |                |                |                |
|  | T1                   | T1                   | 3                    |                      |                      |                      |                           |                      |                      |                        |                         |                         |                         |     |                 |   |  |  |  |  |                |                |                |
|  | T1                   | T1                   | 3                    |                      |                      | W7                   | T1                        | 2                    |                      |                        |                         |                         |                         |     |                 |   |  |  |  |  |                |                |                |
|  | Trận 3 – 11 tháng 5  |                      |                      |                      |                      | W7                   | T1                        | 2                    |                      |                        |                         |                         |                         |     |                 |   |  |  |  |  |                |                |                |
|  |                      |                      | W8                   | JD Gaming            | 3                    |                      |                           |                      |                      |                        |                         |                         |                         |     |                 |   |  |  |  |  |                |                |                |
|  | Cloud9               | Cloud9               | W8                   | JD Gaming            | 3                    | 0                    |                           |                      |                      |                        |                         |                         |                         |     |                 |   |  |  |  |  |                |                |                |
|  | Cloud9               | Cloud9               | Trận 8 – 14 tháng 5  |                      |                      | 0                    |                           |                      |                      |                        |                         |                         |                         |     |                 |   |  |  |  |  |                |                |                |
|  | Bilibili Gaming      | Bilibili Gaming      | 3                    |                      |                      |                      |                           |                      |                      |                        |                         |                         |                         |     |                 |   |  |  |  |  |                |                |                |
|  | Bilibili Gaming      | Bilibili Gaming      | 3                    |                      |                      | W3                   | Bilibili Gaming           | 0                    |                      |                        |                         |                         |                         |     |                 |   |  |  |  |  |                |                |                |
|  | Trận 4 – 12 tháng 5  |                      |                      |                      |                      | W3                   | Bilibili Gaming           | 0                    |                      |                        |                         |                         |                         |     |                 |   |  |  |  |  |                |                |                |
|  |                      |                      | W4                   | JD Gaming            | 3                    |                      |                           |                      |                      |                        |                         |                         |                         |     |                 |   |  |  |  |  |                |                |                |
|  | JD Gaming            | JD Gaming            | W4                   | JD Gaming            | 3                    | 3                    |                           |                      |                      |                        | Trận 14 – 21 tháng 5    | Trận 14 – 21 tháng 5    | Trận 14 – 21 tháng 5    |     |                 |   |  |  |  |  |                |                |                |
|  | JD Gaming            | JD Gaming            |                      |                      |                      |                      |                           |                      |                      |                        | Trận 14 – 21 tháng 5    | Trận 14 – 21 tháng 5    | Trận 14 – 21 tháng 5    |     |                 |   |  |  |  |  |                |                |                |
|  | Golden Guardians     | Golden Guardians     | 0                    |                      |                      | W11                  | JD Gaming                 | 3                    |                      |                        |                         |                         |                         |     |                 |   |  |  |  |  |                |                |                |
|  | Golden Guardians     | Golden Guardians     | 0                    |                      |                      | W11                  | JD Gaming                 | 3                    |                      |                        |                         |                         |                         |     |                 |   |  |  |  |  |                |                |                |
|  |                      |                      |                      |                      |                      | W13                  | Bilibili Gaming           | 1                    |                      |                        |                         |                         |                         |     |                 |   |  |  |  |  |                |                |                |
|  |                      |                      |                      |                      |                      | W13                  | Bilibili Gaming           | 1                    |                      |                        |                         |                         |                         |     |                 |   |  |  |  |  |                |                |                |
|  | Nhánh thua - Vòng 1  | Nhánh thua - Vòng 1  | Nhánh thua - Vòng 1  | Nhánh thua - Vòng 2  | Nhánh thua - Vòng 2  | Nhánh thua - Vòng 2  | Nhánh thua - Vòng 3       | Nhánh thua - Vòng 3  | Nhánh thua - Vòng 3  | Nhánh thua - Chung kết | Nhánh thua - Chung kết  | Nhánh thua - Chung kết  |                         |     |                 |   |  |  |  |  |                |                |                |
|  | Nhánh thua - Vòng 1  | Nhánh thua - Vòng 1  | Nhánh thua - Vòng 1  | Nhánh thua - Vòng 2  | Nhánh thua - Vòng 2  | Nhánh thua - Vòng 2  | Nhánh thua - Vòng 3       | Nhánh thua - Vòng 3  | Nhánh thua - Vòng 3  | Nhánh thua - Chung kết | Nhánh thua - Chung kết  | Nhánh thua - Chung kết  |                         |     |                 |   |  |  |  |  |                |                |                |
|  |                      |                      |                      | Trận 9 – 16 tháng 5  |                      |                      |                           |                      |                      |                        |                         |                         |                         |     |                 |   |  |  |  |  |                |                |                |
|  |                      |                      |                      |                      |                      |                      |                           |                      |                      |                        |                         |                         |                         |     |                 |   |  |  |  |  |                |                |                |
|  | Trận 5 – 13 tháng 5  | Trận 5 – 13 tháng 5  | Trận 5 – 13 tháng 5  | L8                   | Bilibili Gaming      | 3                    | Trận 13 – 20 tháng 5      | Trận 13 – 20 tháng 5 | Trận 13 – 20 tháng 5 |                        |                         |                         |                         |     |                 |   |  |  |  |  |                |                |                |
|  | Trận 5 – 13 tháng 5  | Trận 5 – 13 tháng 5  | Trận 5 – 13 tháng 5  | L8                   | Bilibili Gaming      | 3                    | Trận 13 – 20 tháng 5      | Trận 13 – 20 tháng 5 | Trận 13 – 20 tháng 5 |                        |                         |                         |                         |     |                 |   |  |  |  |  |                |                |                |
|  | L1                   | G2 Esports           | 3                    |                      |                      | W5                   | G2 Esports                | 1                    |                      |                        | Trận 12 – 18 tháng 5    | Trận 12 – 18 tháng 5    | Trận 12 – 18 tháng 5    | L11 | T1              | 1 |  |  |  |  |                |                |                |
|  | L1                   | G2 Esports           | 3                    |                      |                      | W5                   | G2 Esports                | 1                    |                      |                        | Trận 12 – 18 tháng 5    | Trận 12 – 18 tháng 5    | Trận 12 – 18 tháng 5    | L11 | T1              | 1 |  |  |  |  |                |                |                |
|  | L2                   | MAD Lions            | 0                    |                      |                      |                      |                           |                      | W9                   | Bilibili Gaming        | 3                       |                         |                         | W12 | Bilibili Gaming | 3 |  |  |  |  |                |                |                |
|  | L2                   | MAD Lions            | 0                    |                      |                      |                      |                           |                      | W9                   | Bilibili Gaming        | 3                       |                         |                         | W12 | Bilibili Gaming | 3 |  |  |  |  |                |                |                |
|  |                      |                      |                      | Trận 10 – 17 tháng 5 | Trận 10 – 17 tháng 5 | Trận 10 – 17 tháng 5 |                           |                      | W10                  | Gen.G                  | 0                       |                         |                         |     |                 |   |  |  |  |  |                |                |                |
|  |                      |                      |                      | Trận 10 – 17 tháng 5 | Trận 10 – 17 tháng 5 | Trận 10 – 17 tháng 5 |                           |                      | W10                  | Gen.G                  | 0                       |                         |                         |     |                 |   |  |  |  |  |                |                |                |
|  | Trận 6 – 14 tháng 5  | Trận 6 – 14 tháng 5  | Trận 6 – 14 tháng 5  | L7                   | Gen.G                | 3                    |                           |                      |                      |                        |                         |                         |                         |     |                 |   |  |  |  |  |                |                |                |
|  | Trận 6 – 14 tháng 5  | Trận 6 – 14 tháng 5  | Trận 6 – 14 tháng 5  | L7                   | Gen.G                | 3                    |                           |                      |                      |                        |                         |                         |                         |     |                 |   |  |  |  |  |                |                |                |
|  | L3                   | Cloud9               | 3                    |                      |                      | W6                   | Cloud9                    | 0                    |                      |                        |                         |                         |                         |     |                 |   |  |  |  |  |                |                |                |
|  | L3                   | Cloud9               | 3                    |                      |                      | W6                   | Cloud9                    | 0                    |                      |                        |                         |                         |                         |     |                 |   |  |  |  |  |                |                |                |
|  | L4                   | Golden Guardians     | 1                    |                      |                      |                      |                           |                      |                      |                        |                         |                         |                         |     |                 |   |  |  |  |  |                |                |                |
|  | L4                   | Golden Guardians     | 1                    |                      |                      |                      |                           |                      |                      |                        |                         |                         |                         |     |                 |   |  |  |  |  |                |                |                |

## Xếp hạng
| Hạng  | Khu vực | Đội                | Giải thưởng (%) | Giải thưởng (USD) |
| ----- | ------- | ------------------ | --------------- | ----------------- |
| 1     | LPL     | JD Gaming          | 20%             | $50,000           |
| 2     | LPL     | Bilibili Gaming    | 15%             | $37,500           |
| 3     | LCK     | T1                 | 12%             | $30,000           |
| 4     | LCK     | Gen.G              | 10%             | $25,000           |
| 5–6   | LCS     | Cloud9             | 8%              | $20,000           |
| 5–6   | LEC     | G2 Esports         | 8%              | $20,000           |
| 7–8   | LCS     | Golden Guardians   | 6%              | $15,000           |
| 7–8   | LEC     | MAD Lions          | 6%              | $15,000           |
| 9     | PCS     | PSG Talon          | 5%              | $12,500           |
| 10–11 | CBLOL   | LOUD               | 3%              | $7,500            |
| 10–11 | LLA     | Movistar R7        | 3%              | $7,500            |
| 12–13 | VCS     | GAM Esports        | 2%              | $5,000            |
| 12–13 | LJL     | DetonatioN FocusMe | 2%              | $5,000            |